# Wydział Podstawowych Problemów Techniki Politechniki Wrocławskiej
Wydział Podstawowych Problemów Techniki (W-11) Politechniki Wrocławskiej – jednostka naukowo-dydaktyczna (jeden z 16 wydziałów) Politechniki Wrocławskiej, która powstała we wrześniu 1968 roku na bazie Studium Podstawowych Problemów Techniki, działającego od roku akademickiego 1963. Według Ministerstwa Nauki i Szkolnictwa Wyższego wydział posiada kategorię A.

## Struktura Wydziału
- Katedra Fizyki Doświadczalnej – W11/K3
- Katedra Fizyki Teoretycznej – W11/K4
- Katedra Optyki i Fotoniki – W11/K5
- Katedra Technologii Kwantowych – W11/K6
- Katedra Inżynierii Biomedycznej – W11/K7

## Władze Wydziału
Kadencja 2024–2028:
- Dziekan: prof. dr hab. inż. Paweł Machnikowski
- Prodziekan ds. organizacji dydaktyki: dr inż. Monika Borwińska
- Prodziekan ds. ogólnych i finansowych: dr hab. inż. Adam Sieradzki
- Prodziekan ds. kształcenia: dr inż. Elżbieta Szul-Pietrzak
- Prodziekan ds. studenckich: dr inż. Małgorzata Kostyszak
- Kierownik Studiów Doktoranckich: prof. dr hab. inż. Małgorzata Kotulska

## Edukacja
Obecnie wydział daje możliwość podjęcia nauki na sześciu kierunkach:  
- fizyka;
- fizyka techniczna;
- inżynieria biomedyczna;
- inżynieria kwantowa;
- optyka.

Dodatkową formą kształcenia są studia podyplomowe, a także wszelkiego rodzaju szkolenia mające na celu uzupełnianie wiedzy, aby nadążyć za nowościami technicznymi i technologicznymi.

## Historia wydziału
Działające od 1963 roku Studium Podstawowych Problemów Technik Politechniki Wrocławskiej w roku 1968 przekształcone zostało w Wydział Podstawowych Problemów Techniki. W pierwszym roku funkcjonowania wydziału prowadzono kształcenie w dwóch kierunkach: matematyki stosowane i fizyki. Pracownicy wydziału tworzyli dwa instytuty: Fizyki oraz Matematyki i Fizyki Teoretycznej. 

### Dziekani i prodziekani
- doc. dr B. Jasek (1968–1975), 
  - prodziekani – prof. dr hab. Eugeniusz Jagoszewski;
- doc. dr hab. Kazimiera Fulińska (1975–1981), 
  - prodziekan - mgr Henryk Korczowski;
- prof. dr hab. Miron Gaj (1981–1983), 
  - prodziekani – mgr H. Korczowski, doc. dr Hanka Karkowska;
- prof. dr hab. J. Czerwonko (1983–1984), 
  - prodziekani – mgr H. Korczowski, doc. dr H. Karkowska;
- prof. dr hab. Aleksander Weron (1984–1990), 
  - prodziekani – doc. dr H. Karkowska, doc. dr Halina Łopuszańska (1984–1987), dr hab. Jacek Własak (1987–1988, 1989–1990), dr inż. Janusz Górniak (1988–1989), pierwszy absolwent wydziału;
- prof. dr hab. J. Czerwonko (1990–1996), 
  - prodziekani – dr hab. Barbara Lejczak (1990–1993), prof. dr hab. Zbigniew Olszak(1990–1991), dr inż. J. Górniak (1991–1996), dr hab. inż. Ryszard Gonczarek, prof. PWr (1993–1996);
- prof. dr hab. inż. Ryszard Grząślewicz (1996–2002), 
  - prodziekani – dr inż. J. Górniak (1996–1999), prof. dr hab. inż. Bogdan Kuchta (1996–1999), prof. dr hab. J. Nowak (1996–2002), dr Stanisława Szarska (1999–2002).
- prof. dr hab. inż. J. Misiewicz (2002–2006), 
  - prodziekani - dr inż. J. Górniak, doc. PWr od 2004 r., dr hab. Wojciech Kordecki, prof. PWr; dr hab. inż. Włodzimierz Salejda, prof. PWr, dr hab. Marian Hotloś (2005–2006).